# Jakob Stolz

Jakob Stolz (1832–1919)

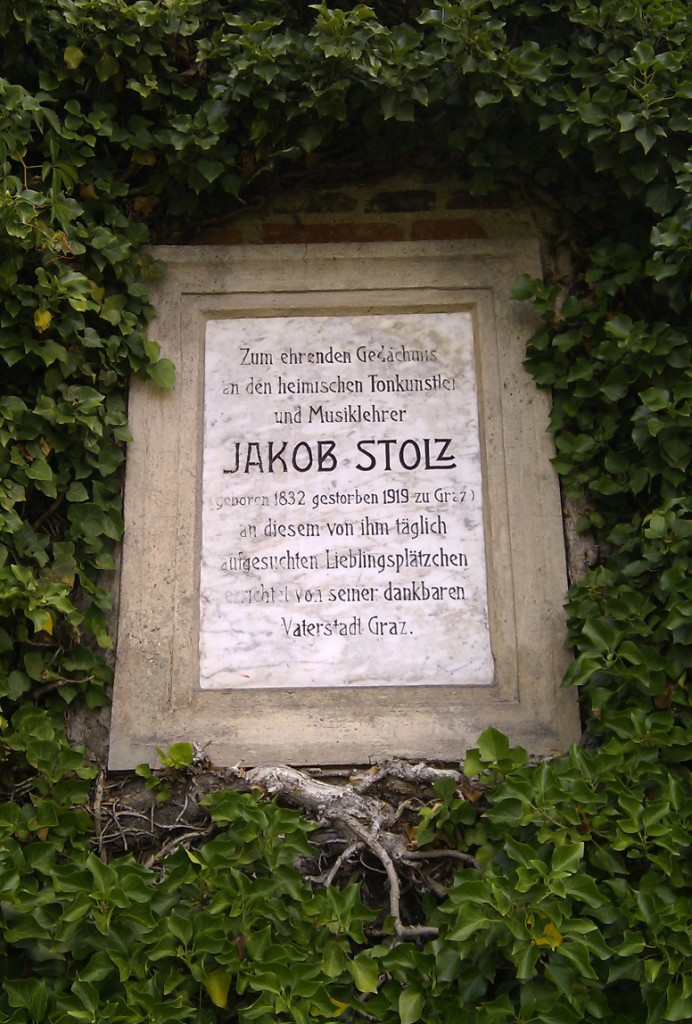
Gedenktafel Jakob Stolz

Jakob Stolz (* 18. Juli 1832 in Graz; † 2. Juni 1919 ebenda) war ein österreichischer Komponist und Musikpädagoge in Graz.

## Leben
Jakob Stolz war unter anderem Schüler von Simon Sechter und ab 1857 Inhaber einer Musikschule (Öffentliches Musik-Bildungsinstitut) zuerst in der Schmiedgasse 26 und dann am Mehlplatz 1 in Graz, die nach seinem Tod noch einige Zeit von seinen Töchtern Pauline (1873–1935) und Susanne (1874–1933) fortgeführt wurde.
Stolz hinterließ umfangreiche Theoriewerke zu fast allen Themengebieten der Musikwissenschaft, wie auch rund 130 Kompositionen, darunter hauptsächlich Klavierwerke, Lieder, Chöre und ein wenig Kammer- und Kirchenmusik. Er selbst gehörte zu den zentralen musikalischen Persönlichkeiten seiner Heimatstadt und gab mehr als 60 Jahre lang regelmäßig Konzerte als Solist und Kammermusiker. Jakob Stolz war, anders als über ihn behauptet, selbst nie als Dirigent tätig.
Er war verheiratet mit der Pianistin Ida Stolz, geb. Bondy, mit der er 13 Kinder hatte, unter anderem die Komponisten und Dirigenten Leopold Stolz, Robert Stolz und Maria Lesky (1870–1959) geb. Stolz, Mutter des Philologen Albin Lesky.
An ihn erinnert eine Gedenktafel nahe dem Türkenbrunnen und dem „Starcke-Häuschen“ am Grazer Schloßberg.

## Werke (Auswahl)

### Kompositionen
- Alleluja. Doppelfuge für Orgel oder 2 Klaviere, op. 47 (gedruckt 1877). Digitalisat der Fassung für zwei Klaviere der Bayerischen Staatsbibliothek.
- Sonaten für das Pianoforte zu 4 Händen ohne Octavenspannung, op. 70 (gedruckt 1877).
- Maiglocken zur Feier des Marienmonats. Sieben Marienlieder für vier Männerstimmen. (Vertonung von Gedichten aus der gleichnamigen, 1851 erschienenen Gedichtsammlung von Johann Wilhelm Wolf), op. 38 (gedruckt 1885).[3]

### Schriften
- Allgemeine Geschichte der Musik. Wagner, Graz 1894.